# Токачков аротрон
Arothron meleagris е вид лъчеперка от семейство Tetraodontidae. Видът не е застрашен от изчезване.

## Разпространение и местообитание
Разпространен е в Австралия, Американска Самоа, Британска индоокеанска територия, Вануату, Гватемала, Гуам, Джибути, Еквадор (Галапагоски острови), Йемен, Индия, Индонезия, Кения, Кирибати (Лайн и Феникс), Китай, Колумбия, Коста Рика, Мавриций, Мадагаскар, Малдиви, Малки далечни острови на САЩ (Атол Джонстън, Остров Бейкър, Уейк и Хауленд), Маршалови острови, Мексико, Микронезия, Мозамбик, Науру, Никарагуа, Ниуе, Нова Каледония, Оман, Остров Рождество, Острови Кук, Палау, Панама, Папуа Нова Гвинея, Перу, Питкерн, Провинции в КНР, Реюнион, Салвадор, Самоа, САЩ (Хавайски острови), Северна Корея, Северни Мариански острови, Сейшели, Соломонови острови, Сомалия, Тайван, Танзания, Токелау, Тонга, Тувалу, Уолис и Футуна, Фиджи, Филипини, Франция (Клипертон), Френска Полинезия, Хондурас, Чили (Великденски остров), Шри Ланка, Южна Африка, Южна Корея и Япония.
Среща се на дълбочина от 0,3 до 25 m, при температура на водата от 23,1 до 29,3 °C и соленост 32,9 – 36,2 ‰.

## Описание
На дължина достигат до 50 cm.